# Gordana Tržan

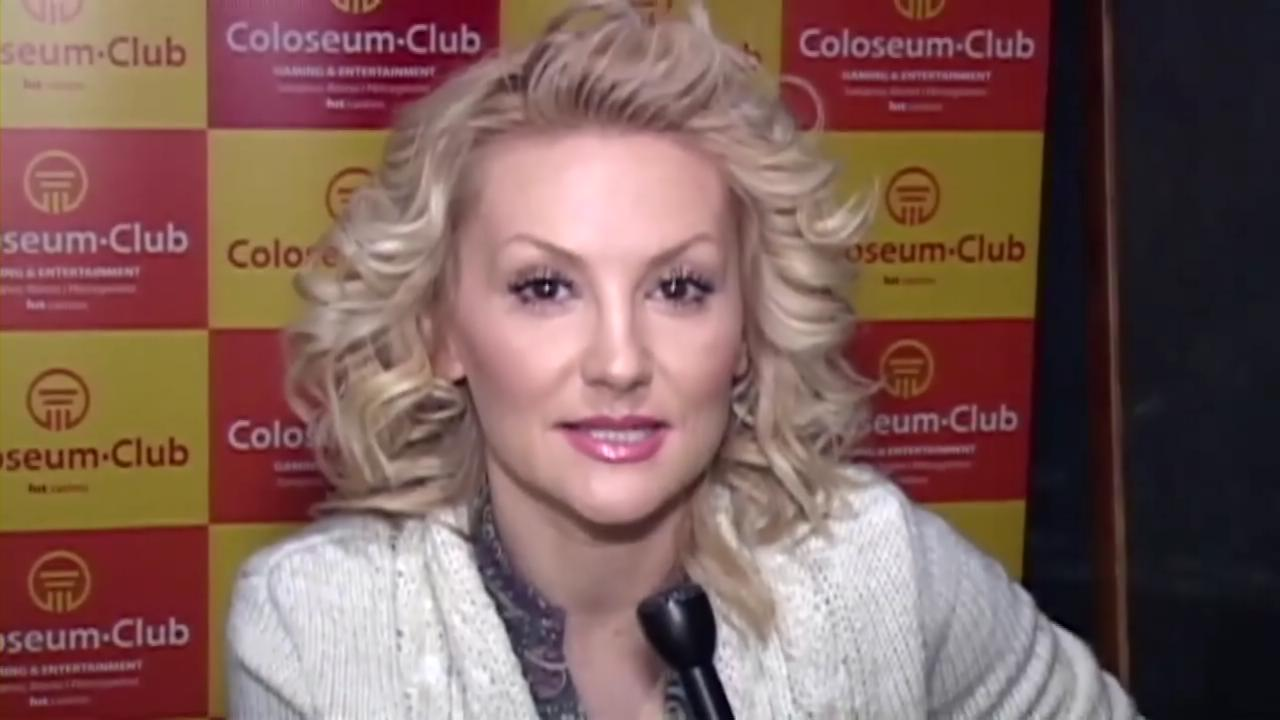
Gordana Tržan

Gordana Tržan (kyr. Гордана Тржан; * 8. Juli 1974 in Belgrad, SFR Jugoslawien), Künstlername: Goca Tržan (Гоца Тржан), ist eine serbische Pop-Sängerin, Schauspielerin und TV-Persönlichkeit, die auf dem Westbalkan erfolgreich ist. Tržan wuchs in Neu-Belgrad auf.

## Persönliches Leben
Im Jahr 2006 heiratete sie ihren ersten Ehemann Ivan Marinković. Mit ihm bekam sie 2006 ihre Tochter Lena Marinković. Sie ließ sich 2011 scheiden, mit der Behauptung, Ivan wäre gewalttätig geworden, dieser jedoch bestritt dies und beschuldigte stattdessen Tržan´s Vater und Bruder, ihn misshandelt zu haben. 2016 wurde Ivan aufgrund eines Raubüberfalls auf einen Supermarkt angezeigt.
Im Jahr 2015 heiratete sie den Schlagzeuger Raša Novaković in der Villa „Jelena“.

## Karriereverlauf
Sie startete in der erfolgreichen, serbischen Popgruppe Tap 011, welche 1994 gegründet wurde. Tap 011 existierte bis 2002, jedoch verließ Tržan die Gruppe 1999.
Danach startete sie Solo, mit ihrem Debütalbum U niskom letu, durch.
Neben der Musik, war sie auch in der Schauspielbranche tätig. Sie hat eine durchgängige Rolle in der Serie Selo gori, a baba se češlja. Außerdem war sie Jurymitglied im Kindersingwettbewerb Pinkove Zvezdice (2014–2019).

## Diskografie

### Alben
- 1999: U niskom letu
- 2001: Želim da se promenim
- 2002: Peta strana sveta
- 2004: Otrov u čaj
- 2008: Plavi ram

### EPs
- 2010: Mastilo

### Singles (Auswahl)
- 1999: Zagrli
- 1999: Stoperka
- 2001: 1200 Milja (mit Toše Proeski)
- 2013: Voleo Si Skota
- 2014: Gluve Usne
- 2015: Pozovi Ga Ti (mit Sandra Afrika)